# North American Soccer League 1975
La North American Soccer League 1975 fu l'ottava edizione dell'omonima lega calcistica. Parteciparono venti squadre e il titolo andò per il terzo anno di fila ad una squadra esordiente, i T.B. Rowdies.

## Avvenimenti
Nel 1975 continuò la fase espansiva della lega: le partecipanti arrivarono a un totale di venti, grazie alla conferma di tutte le quindici squadre dell'edizione precedente e all'ingresso di cinque nuove franchigie: Chicago Sting, Hartford Bicentennials, Portland Timbers, San Antonio Thunder e Tampa Bay Rowdies. I Toronto Metros vennero acquistati dai proprietari del Toronto Croatia, club dilettantistico della National Soccer League, che ribattezzarono immediatamente la squadra Toronto Metros-Croatia, nonostante la contrarietà della lega alla caratterizzazione "etnica" delle squadre.
Venne confermata l'abolizione del pareggio, ma rispetto all'anno precedente se i 90 minuti terminavano in parità si giocavano due tempi supplementari da sette minuti e mezzo ciascuno. Questi supplementari prevedevano la "sudden death", come viene chiamata nell'hockey su ghiaccio: la partita terminava non appena una delle due squadre segnava, tale regola sarebbe stata introdotta anche dalla FIFA fra il 1993 e il 2004 con il nome di golden goal. Se la parità persisteva anche al termine dei supplementari veniva risolta battendo i calci di rigore.

## Formula
Le squadre erano suddivise in base alla loro posizione geografica in due conference, ulteriormente ripartite in due division per ogni conference. Ogni squadra giocava 22 incontri, undici in casa e altrettanti in trasferta, incontrando tre volte ogni avversaria della propria division, una volta le squadre dell'altra division della stessa conference, una volta le squadre di una delle due division della conference opposta. Le quattro prime classificate e le restanti due migliori squadre di ogni conference venivano ammesse ai play-off per il titolo.
I play-off erano costituiti da quarti di finale, semifinali e finale. Tutti i turni erano disputati in gara unica, con quarti e semifinali in casa della squadra meglio piazzata durante la stagione regolare. A partire da questa stagione la finale del campionato venne ribattezzata "Soccer Bowl" e ospitata in campo neutro, in un tentativo di imitare la finale del campionato NFL. La sede del Soccer Bowl 1975 fu lo Spartan Stadium di San Jose.
Cambiò il sistema di punteggio: venivano attribuiti 6 punti per ogni vittoria, indipendentemente se raggiunta ai tempi regolamentari, ai supplementari o ai rigori, e 1 punto per ogni gol segnato, fino ad un massimo di 3 per ogni incontro. Una partita terminata ai rigori veniva considerata come terminata con un gol di scarto, aggiungendo un gol alla squadra vincitrice. Tale gol "fittizio" veniva calcolato nel computo dei gol segnati e subiti, inoltre poteva contribuire ai punti bonus per i gol segnati.

## Squadre partecipanti
| Club                   | Stagione | Città       | Stadio                    | Stagione precedente                              |
| ---------------------- | -------- | ----------- | ------------------------- | ------------------------------------------------ |
| Baltimore Comets       | dettagli | Baltimora   | Memorial Stadium          | 2º posto in Eastern Division                     |
| Boston Minutemen       | dettagli | Boston      | Nickerson Field           | 1º posto in Northern Division                    |
| Chicago Sting          | dettagli | Chicago     | Soldier Field             | Esordiente                                       |
| Dallas Tornado         | dettagli | Dallas      | Texas Stadium             | 1º posto in Central Division                     |
| Denver Dynamos         | dettagli | Denver      | Mile High Stadium         | 3º posto in Central Division                     |
| Hartford Bicentennials | dettagli | Hartford    | Dillon Stadium            | Esordiente                                       |
| L.A. Aztecs            | dettagli | Los Angeles | Murdock Stadium           | Vincitore                                        |
| Miami Toros            | dettagli | Miami       | Miami Orange Bowl         | 1º posto in Eastern Division. Finalista play-off |
| N.Y. Cosmos            | dettagli | New York    | Downing Stadium           | 4º posto in Northern Division                    |
| Philadelphia Atoms     | dettagli | Filadelfia  | Veterans Stadium          | 3º posto in Eastern Division                     |
| Portland Timbers       | dettagli | Portland    | Civic Stadium             | Esordiente                                       |
| Rochester Lancers      | dettagli | Rochester   | Holleder Memorial Stadium | 3º posto in Northern Division                    |
| St. Louis Stars        | dettagli | Saint Louis | Francis Field             | 2º posto in Central Division                     |
| S.A. Thunder           | dettagli | San Antonio | Alamo Stadium             | Esordiente                                       |
| S.J. Earthquakes       | dettagli | San Jose    | Spartan Stadium           | 2º posto in Western Division                     |
| Seattle Sounders       | dettagli | Seattle     | Memorial Stadium          | 3º posto in Western Division                     |
| T.B. Rowdies           | dettagli | Tampa       | Tampa Stadium             | Esordiente                                       |
| Toronto Metros-Croatia | dettagli | Toronto     | Varsity Stadium           | 2º posto in Northern Division                    |
| Vancouver Whitecaps    | dettagli | Vancouver   | Empire Stadium            | 4º posto in Western Division                     |
| Washington Diplomats   | dettagli | Washington  | RFK Stadium               | 4º posto in Eastern Division                     |

## Classifiche regular season

### Eastern Conference

#### Northern Division
|  | Pos. | Squadra                | Pt  | G  | V  | P  | GF | GS |
|  | ---- | ---------------------- | --- | -- | -- | -- | -- | -- |
|  | 1.   | Boston Minutemen       | 116 | 22 | 13 | 9  | 41 | 29 |
|  | 2.   | Toronto Metros-Croatia | 114 | 22 | 13 | 9  | 39 | 28 |
|  | 3.   | N.Y. Cosmos            | 91  | 22 | 10 | 12 | 39 | 38 |
|  | 4.   | Rochester Lancers      | 64  | 22 | 6  | 16 | 29 | 49 |
|  | 5.   | Hartford Bicentennials | 61  | 22 | 6  | 16 | 27 | 51 |

#### Eastern Division
|  | Pos. | Squadra              | Pt  | G  | V  | P  | GF | GS |
|  | ---- | -------------------- | --- | -- | -- | -- | -- | -- |
|  | 1.   | T.B. Rowdies         | 135 | 22 | 16 | 6  | 46 | 27 |
|  | 2.   | Miami Toros          | 123 | 22 | 14 | 8  | 47 | 30 |
|  | 3.   | Washington Diplomats | 112 | 22 | 12 | 10 | 42 | 47 |
|  | 4.   | Philadelphia Atoms   | 90  | 22 | 10 | 12 | 33 | 42 |
|  | 5.   | Baltimore Comets     | 87  | 22 | 9  | 13 | 34 | 52 |

### Western Conference

#### Central Division
|  | Pos. | Squadra         | Pt  | G  | V  | P  | GF | GS |
|  | ---- | --------------- | --- | -- | -- | -- | -- | -- |
|  | 1.   | St. Louis Stars | 115 | 22 | 13 | 9  | 38 | 34 |
|  | 2.   | Chicago Sting   | 106 | 22 | 12 | 10 | 39 | 33 |
|  | 3.   | Denver Dynamos  | 85  | 22 | 9  | 13 | 37 | 42 |
|  | 4.   | Dallas Tornado  | 83  | 22 | 9  | 13 | 33 | 38 |
|  | 5.   | S.A. Thunder    | 59  | 22 | 6  | 16 | 24 | 46 |

#### Western Division
|  | Pos. | Squadra             | Pt  | G  | V  | P  | GF | GS |
|  | ---- | ------------------- | --- | -- | -- | -- | -- | -- |
|  | 1.   | Portland Timbers    | 138 | 22 | 16 | 6  | 43 | 27 |
|  | 2.   | Seattle Sounders    | 129 | 22 | 15 | 7  | 42 | 28 |
|  | 3.   | L.A. Aztecs         | 107 | 22 | 12 | 10 | 42 | 33 |
|  | 4.   | Vancouver Whitecaps | 99  | 22 | 11 | 11 | 38 | 28 |
|  | 5.   | S.J. Earthquakes    | 83  | 22 | 8  | 14 | 37 | 48 |

## Play-off

### Tabellone
|  | Quarti | Quarti                 | Quarti |  |                  | Semifinali       | Semifinali      | Semifinali |  |              | Soccer Bowl      | Soccer Bowl      | Soccer Bowl |
|  |        |                        |        |  |                  |                  |                 |            |  |              |                  |                  |             |
|  | E1     | T.B. Rowdies           | 1      |  |                  |                  |                 |            |  |              |                  |                  |             |
|  | E1     | T.B. Rowdies           | 1      |  |                  |                  |                 |            |  |              |                  |                  |             |
|  | N2     | Toronto Metros-Croatia | 0      |  |                  |                  |                 |            |  |              |                  |                  |             |
|  | N2     | Toronto Metros-Croatia | 0      |  | T.B. Rowdies     | T.B. Rowdies     | 3               |            |  |              |                  |                  |             |
|  |        |                        |        |  | T.B. Rowdies     | T.B. Rowdies     | 3               |            |  |              |                  |                  |             |
|  |        |                        |        |  |                  | Miami Toros      | Miami Toros     | 0          |  |              |                  |                  |             |
|  | N1     | Boston Minutemen       | 1      |  |                  | Miami Toros      | Miami Toros     | 0          |  |              |                  |                  |             |
|  | N1     | Boston Minutemen       | 1      |  |                  |                  |                 |            |  |              |                  |                  |             |
|  | E2     | Miami Toros (dts)      | 2      |  |                  |                  |                 |            |  |              |                  |                  |             |
|  | E2     | Miami Toros (dts)      | 2      |  |                  |                  |                 |            |  | T.B. Rowdies | T.B. Rowdies     | 2                |             |
|  |        |                        |        |  |                  |                  |                 |            |  | T.B. Rowdies | T.B. Rowdies     | 2                |             |
|  |        |                        |        |  |                  |                  |                 |            |  |              | Portland Timbers | Portland Timbers | 0           |
|  | W1     | Portland Timbers (dts) | 2      |  |                  |                  |                 |            |  |              | Portland Timbers | Portland Timbers | 0           |
|  | W1     | Portland Timbers (dts) | 2      |  |                  |                  |                 |            |  |              |                  |                  |             |
|  | W2     | Seattle Sounders       | 1      |  |                  |                  |                 |            |  |              |                  |                  |             |
|  | W2     | Seattle Sounders       | 1      |  | Portland Timbers | Portland Timbers | 1               |            |  |              |                  |                  |             |
|  |        |                        |        |  | Portland Timbers | Portland Timbers | 1               |            |  |              |                  |                  |             |
|  |        |                        |        |  |                  | St. Louis Stars  | St. Louis Stars | 0          |  |              |                  |                  |             |
|  | C1     | St. Louis Stars (dtr)  | 2      |  |                  | St. Louis Stars  | St. Louis Stars | 0          |  |              |                  |                  |             |
|  | C1     | St. Louis Stars (dtr)  | 2      |  |                  |                  |                 |            |  |              |                  |                  |             |
|  | W3     | L.A. Aztecs            | 1      |  |                  |                  |                 |            |  |              |                  |                  |             |
|  | W3     | L.A. Aztecs            | 1      |  |                  |                  |                 |            |  |              |                  |                  |             |

### Quarti di finale
| Portland 12 agosto 1975 | Portland Timbers | 2 – 1 (d.t.s.) | Seattle Sounders | Civic Stadium (31.523 spett.) |

| Boston 13 agosto 1975 | Boston Minutemen | 1 – 2 (d.t.s.) | Miami Toros | Nickerson Field (2.187 spett.) |

| Saint Louis 13 agosto 1975                   | St. Louis Stars      | 1 – 1 | L.A. Aztecs | Francis Field (6.119 spett.) |
| \| \| \| \| \| \| Tiri di rigore 5 – 4 \| \| |                      |       |             |                              |
|                                              |                      |       |             |                              |
|                                              | Tiri di rigore 5 – 4 |       |             |                              |

| Tampa 13 agosto 1975 | T.B. Rowdies | 1 – 0 | Toronto Metros-Croatia | Tampa Stadium (16.111 spett.) |

### Semifinali
| Tampa 16 agosto 1975 | T.B. Rowdies | 3 – 0 | Miami Toros | Tampa Stadium (22.710 spett.) |

| Portland 17 agosto 1975 | Portland Timbers | 1 – 0 | St. Louis Stars | Civic Stadium (33.503 spett.) |

### Soccer Bowl
| San Jose 24 agosto 1975 | T.B. Rowdies | 2 – 0 | Portland Timbers | Spartan Stadium (17.483 spett.) |